# グイード・ダレッツォ

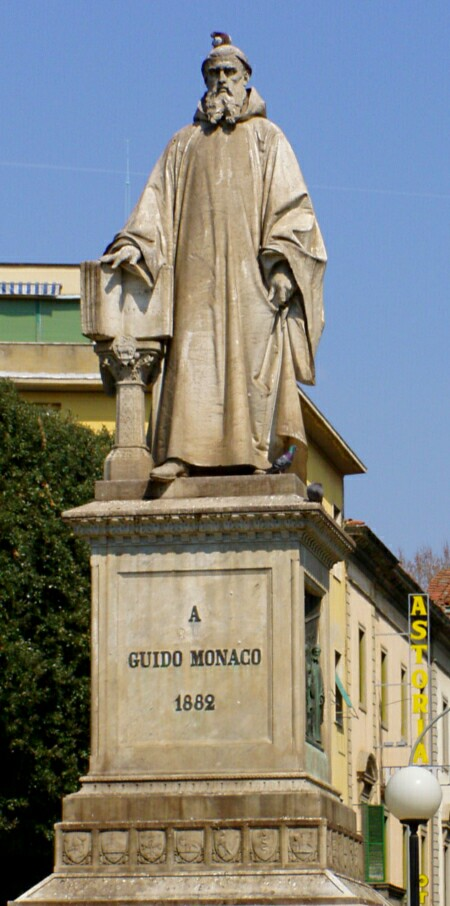
グイード・アレッツオの像

グイード・ダレッツォ（Guido d'Arezzo：Guido Aretinus, Guido Monaco とも表記される、991年または992年 - 1050年）は、中世イタリアの音楽教師。現在用いられる楽譜記譜法の原型を考案した。また、Micrologusと呼ばれる、中世の音楽史上に広く受け入れられた論文を発表したことでも知られる。

## 略歴
グイードの生没についてはよくわかっていないが、フランスで生まれたのではないかとする説がある。カトリック教会の修道会ベネディクト会の修道士でイタリアのアレッツォに住んでいた。最近のMicrologusの研究により、1025年か1026年、彼はある手紙の中で34歳と記していることから、生まれたのは991年か992年であることが推測される。彼はアレッツォに移る以前、アドリア海沿岸、フェラーラにほど近いポンポーザ修道院に所属していた。彼はポンポーサ時代、聖歌隊がグレゴリオ聖歌を暗記するのがとても困難であった、と記している。グイードは聖歌を短期間で覚えられる方法を考案し、北イタリアで有名になった。しかし他の修道士からの反感を買い、アレッツォに移った。アレッツォに修道院はなかったが、指導が必要な歌手が多数いた。
アレッツォの大聖堂で唱歌隊を指導する傍ら、グイードは『アンティフォナリウム序説』という、どんな楽曲を表記する場合にも標準的に使える記譜法を説明した音楽教師向けの実践的なテキストを著した。楽曲の記憶を補助するこの優れたテキストは巷間に流布し、多くの写本が作られた。
グイードの音楽指導法は高く評価され、1028年、当時のローマ教皇ヨハネス19世の前でその指導法を披露した。
グイードに関する記録は1033年を最後に残っていない。1050年ごろアレッツォ、あるいはアベヤーノで死去したようだ。

## 業績

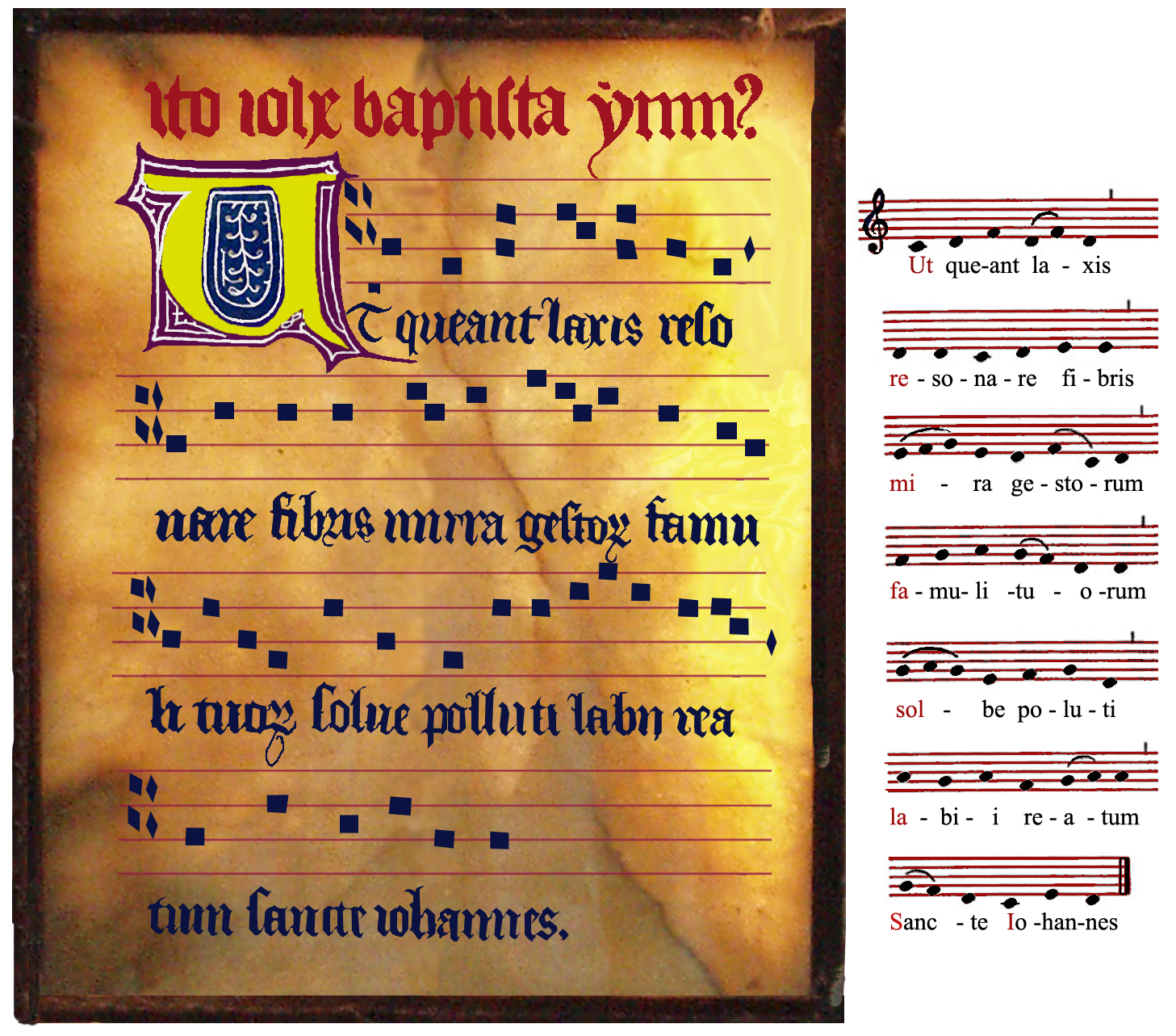
聖ヨハネ賛歌の楽譜

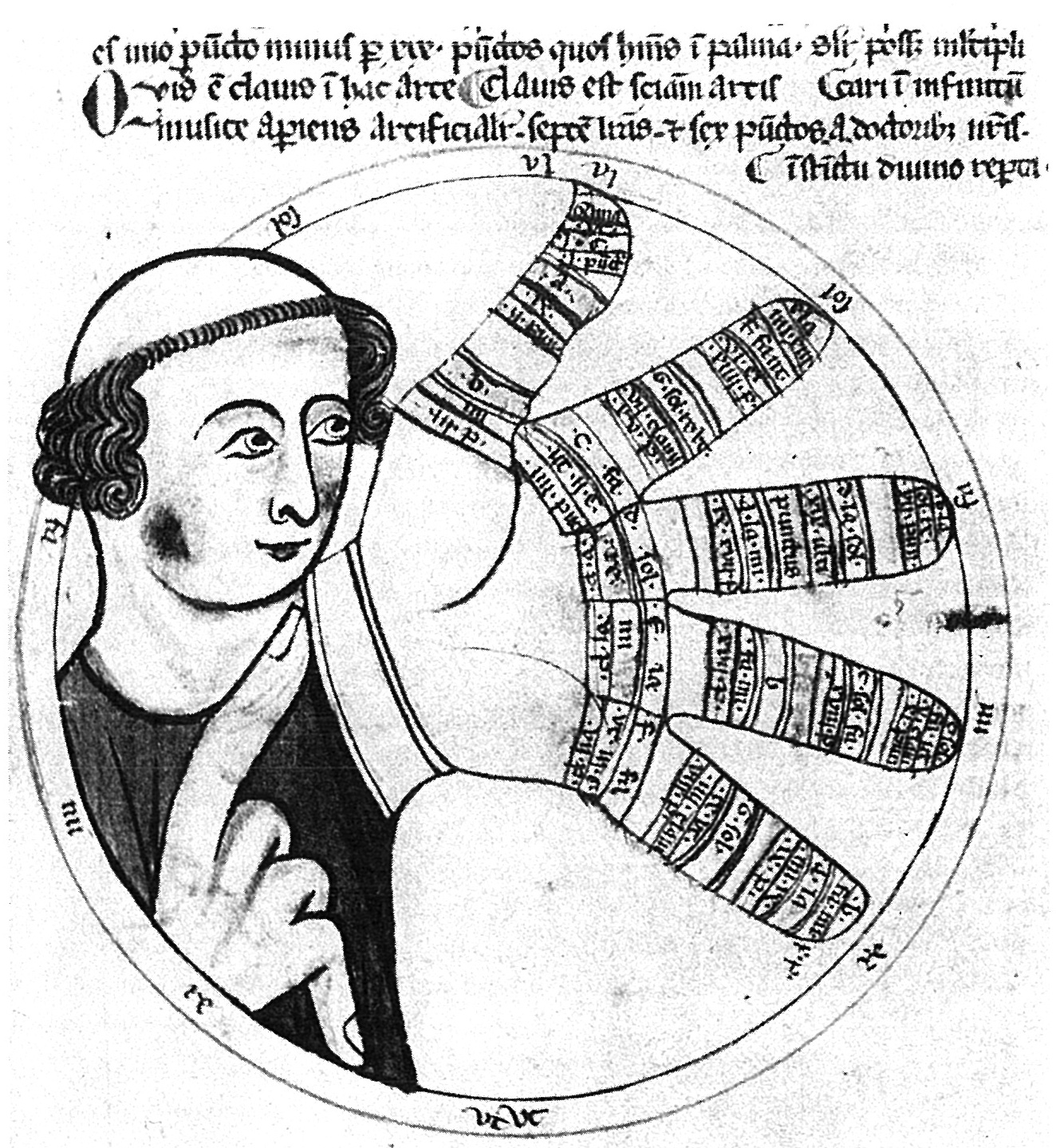
グイードの手の一例。

ソルミゼーションのための階名は、グイードが著した『アンティフォナリウム序説』によって広められた
。「聖ヨハネ賛歌」は、第1節から第6節まで、その節の最初の音はそれぞれC-D-E-F-G-Aの音になっており、それぞれの冒頭から「Ut Re Mi Fa Sol La」という階名が作られた。Utは現在でもフランスでは使われているが、発音しにくいためDoに変更され世界中で広く使用されている。後に「聖ヨハネ賛歌」の最後の歌詞からSiが加えられ、現在使われている「ドレミファソラシ」が完成した。階名はポンポーサ時代にすでに考案されたかもしれないが、当時彼の書いた聖歌集は失われていて、よくわかっていない。

### ヨハネ賛歌
Ut queant laxis
Resonare fibris
Mira gestorum
Famuli tuorum
Solve Polluti
Labii reatum
Sancte Iohannes

## グイードの手
グイードは「グイードの手」と呼ばれる音階の教育法も考案した。それは音を手の各所で示すという方法で、かつては広く使用されていた。
グイードの手は音楽教師が生徒に音階を教える際に、視覚教材として利用された。